# COPP-Schema
Unter dem COPP-Schema versteht man eine Chemotherapie mit folgenden Medikamenten in folgender Dosierung:
| Cyclophosphamid        | 650 | mg/m² | i.v. | Tag 1 + 8 |
| Vincristin (=Oncovin®) | 1,4 | mg/m² | i.v. | Tag 1 + 8 |
| Procarbazin            | 100 | mg/m² | p.o. | Tag 1–14  |
| Predniso(lo)n          | 40  | mg/m² | p.o. | Tag 1–14  |

(mg/m² = Menge/Körperoberfläche pro Tag)
Wiederholung alle 28 Tage, d. h. Tag 29 entspricht Tag 1.

## Indikation
Das COPP-Schema wird bei fortgeschrittenen T-Zell- und B-Zell-Lymphomen angewandt. Des Weiteren wird es bei einem Fortschreiten der Krankheitsentwicklung unter anderen Therapie-Schemata angewandt.